# Louroux-de-Bouble
Louroux-de-Bouble é uma comuna francesa na região administrativa de Auvérnia-Ródano-Alpes, no departamento Allier. Estende-se por uma área de 16,75 km². Em 2010 a comuna tinha 242 habitantes (densidade: 14,4 hab./km²).